# Sončev mrk 21. junija 2020
21. junija 2020 se je zgodil kolobarjasti sončev mrk. Sončev mrk nastane, ko Luna prečka črto med Zemljo in Soncem, in torej popolno ali delno zastre sliko Sonca za opazovalca na Zemlji. Kolobarjasti sončev mrk se zgodi, ko je Lunin navidezni premer manjši kot Sončec, kar zastre večino Sončeve svetlobe in povzroči, da Sonce izgleda kot kolobar (obroč). Kolobarjasti mrk se pojavi kot delni mrk na več kot tisoč kilometrov širokem področju širom Zemlje.
Ta sončev mrk se je zgodil eno lunarno leto za mrkom 2. julija 2019.

## Vidljivost in opazovanje
Središčna pot kolobarjastega mrka prečka dele Afriške celine, med drugim Srednjeafriško republiko, Kongo in Etiopijo; jug Pakistana in severno Indijo; in Kitajsko. Delni mrk je bil viden tisoče kilometrov vstran središčne poti.
Slovenijo je tudi delni mrk zgrešil, a le za malo, saj se je Luna dotaknila Sonca na jugu Raba, severneje pa ne. (Toda na jugu Raba ni bilo nobenega spektakla; za boljši pogled je bilo treba iti južneje).
Za Oman in Indijo je bil to drugi kolobarjasti mrk v zadnjem letu; nazadnje se je mrk tam zgodil pred 6 meseci (decembra 2019).

## Galerija
- Delna faza iz Sana'a, Jemen, 5:09 UTC
- Delnost iz Gyumri, Armenija, 5:45 UTC
- Delna faza iz mesta Kolombo, Šri Lanka, 5:48 UTC
- Delnost iz Lahore, Pakistan, 6:49 UTC
- Delnost iz Kathmanduja, Nepal, 6:51 UTC
- Delnost iz Bacoora, Filipini, 7:31 UTC
- Delna stopnja iz Kalkute, Indija, 7:41 UTC
- Delna faza iz Pekinga, Kitajska, 7:50 UTC
- Delni mrk iz Junana, Kitajska, 7:56 UTC
- Delni iz okraja Dongping, Shandong, Kitajska, 7:56 UTC
- Delni mrk iz Gandare, Samar, Filipini, 8:01 UTC
- Delni mrk iz Kaohsiunga, Tajvan, 8:05 UTC
- Delnost iz Taichunga, Tajvan, 8:09 UTC
- Iz Chiaye, Tajvan, 8:13 UTC
- Delnost iz Yau Tong, Hongkong, 8:08 UTC
- Delna faza iz Pangkal Pinang, Indonezija, 8:10 UTC
- Iz Xiamena, Kitajska, 8:11 UTC
- Časovni pregled mrka v Xiamen
- Delni mrk iz Fukuoke, Japonska, 8:12 UTC
- Delni mrk iz San Jose del Monte, Filipini, 8:23 UTC
- Delni mrk iz Irana
- Napredovanje mrka iz Oria, Italija
- Lunina antumbra, videna iz ISS
- Opazovalci v Iranu
- Teleskop

## Povezani mrki

### Mrki leta 2020
- Polsenčni lunin mrk 10. januarja.
- Polsenčni lunin mrk 5. junija.
- Kolobarjasti sončev mrk 21. junija.
- Polsenčni lunin mrk 5. julija.
- Polsenčni lunin mrk 30. novembra.
- Popolni sončev mrk 14. decembra.

### Tzolkineks
- Prejšnji: Sončev mrk 10. maja 2013
- Naslednji: Sončev mrk 2. avgusta 2027

### Pol-saroški cikel
- Prejšnji: Lunin mrk 15. junija 2011
- Naslednji: Lunin mrk 26. junija 2029

### Tritos
- Prejšnji: Sončev mrk 22. julija 2009
- Naslednji: Sončev mrk 21. maja 2031

### 137. sončev saros
- Prejšnji: Sončev mrk 10. junija 2002
- Naslednji: Sončev mrk 2. julija 2038

### Ineks
- Prejšnji: Sončev mrk 11. julija 1991
- Naslednji: Sončev mrk 31. maja 2049

### Triada
- Prejšnji: Sončev mrk 21. avgusta 1933
- Naslednji: Sončev mrk 23. aprila 2107

### Sončev mrki mrki v obdobju 2018–2021
Ta mrk je del semestrskih serij. Mrk v ciklu Sončevih mrkov se ponovi na približno vsakih 177 dni in 4 ur (en semester) na izmeničnih vozlih Luninega tira.
Opomba: Delna sončeva mrka 15. februarja 2018 in 11. avgusta 2018 sta se zgodila med prejšnjo semestrsko serijo.
| Serije sončevih mrkov v obdobju 2018-2021 | Serije sončevih mrkov v obdobju 2018-2021 | Serije sončevih mrkov v obdobju 2018-2021 | Serije sončevih mrkov v obdobju 2018-2021 | Serije sončevih mrkov v obdobju 2018-2021 | Serije sončevih mrkov v obdobju 2018-2021 | Serije sončevih mrkov v obdobju 2018-2021 |
| ----------------------------------------- | ----------------------------------------- | ----------------------------------------- | ----------------------------------------- | ----------------------------------------- | ----------------------------------------- | ----------------------------------------- |
| Dvižni vozel                              | Dvižni vozel                              | Dvižni vozel                              |                                           | Padni vozel                               | Padni vozel                               | Padni vozel                               |
| Saros                                     | Zemljevid                                 | Gama                                      | Saros                                     | Zemljevid                                 | Gama                                      |                                           |
| 117 Delni v Melbourneu                    | 13. julij 2018 Delni                      |                                           | 122 Delni v Nakhodki, v Rusiji            | 6. januar 2019 Delni                      |                                           |                                           |
| 127 La Serena, Čile                       | 2. julija 2019 Popolni                    |                                           | 132 Nilambur, Indija                      | 26. december 2019 Kolobarjast             |                                           |                                           |
| 137                                       | 21. junij 2020 Kolobarjast                |                                           | 142                                       | 14. december 2020 Popolni                 |                                           |                                           |
| 147                                       | 10. junij 2021 Kolobarjast                |                                           | 152                                       | 4. december 2021 Popolni                  |                                           |                                           |

### 137. saros
Mrk je del 137. saroškega cikla, ki se ponovi na vsakih 18 let in 11 dni, vsebuje pa 70 mrkov. Serija se je začela z delnim sončevim mrkom 25. maja 1389. Saros ima popolne mrke od 20. avgusta 1533 do 6. decembra 1695, prvi nabor hibridnih mrkov od 17. decembra 1713 do 11. februarja 1804, prvi nabor kolobarjastih mrkov od 21. februarja 1822 do 25. marca 1876, drugi nabor hibridnih mrkov od 6. aprila 1894 do 28. aprila 1930 ter drugi nabor kolobarjastih mrkov od 9. maja 1948 do 13. aprila 2507. Serija se konča s 70. članom, ki bo delni mrk 28. junija 2633. Najdaljše trajanje popolnosti je 2 minuti in 55 sekund 10. septembra 1569. 137. sončev saros ima 55 senčnih mrkov od 20. avgusta 1533 do 13. aprila 2507 (973,62 let). To je skoraj 1 tisočletje!
| Člani serije na intervalu 30–40 med 1901 in 2100: | Člani serije na intervalu 30–40 med 1901 in 2100: | Člani serije na intervalu 30–40 med 1901 in 2100: |
| 30                                                | 31                                                | 32                                                |
| ------------------------------------------------- | ------------------------------------------------- | ------------------------------------------------- |
| 17. april 1912                                    | 28. april 1930                                    | 9. maj 1948                                       |
| 33                                                | 34                                                | 35                                                |
| 20. maj 1966                                      | 30. maj 1984                                      | 10. junij 2002                                    |
| 36                                                | 37                                                | 38                                                |
| 21. junij 2020                                    | 2. julij 2038                                     | 12. julij 2056                                    |
| 39                                                | 40                                                |                                                   |
| 24. julij 2074                                    | 3. avgust 2092                                    |                                                   |

### Serije ineks
Mrk je del dolgega cikla ineks, ki se ponavlja na izmeničnih vozlih na vsakih 358 sinodskih mesecih (≈ 10.571,95 dni ali 29 let minus 20 dni). Njihov izgled in širina so nepravilni, ker niso sinhronizirani z anomalističnim mesecem (perigejeva perioda). Skupine 3 ciklov ineks (≈ 87 let minus 2 meseca) si pridejo blizu (≈ 1,151.02 anomalističnih mesecev), torej so mrki podobni v teh skupinah.
V 18. stoletju:
- 127. sončev saros: Popolni sončev mrk 8. januarja 1731
- 128. sončev mrk: Kolobarjasti sončev mrk 19. decembra 1759
- 129. sončev saros: Kolobarjasti sončev mrk 27 novembra 1788

| Člani ineksa med 1801 in 2200: | Člani ineksa med 1801 in 2200: | Člani ineksa med 1801 in 2200: |
| ------------------------------ | ------------------------------ | ------------------------------ |
| Blizu luninega perigeja        | Po luninem apogeju             | Pred luninem apogeju           |
| 9. november 1817 (Saros 130)   | 20. oktober 1846 (Saros 131)   | 29. september 1875 (Saros 132) |
| 9. september 1904 (133. saros) | 21. avgust 1933 (134. saros)   | 31. julij 1962 (135. saros)    |
| 11. julij 1991 (136. saros)    | 21. junij 2020 (137. saros)    | 31. maj 2049 (138. saros)      |
| 11. maj 2078 (139. saros)      | 23. april 2107 (140. saros)    | 1. april 2136 (141. saros)     |
| 12. marec 2165 (142. saros)    | 21. februar 2194 (143. saros)  |                                |

V 23. stoletju:
- 144. sončev saros: Kolobarjasti sončev mrk 1. februarja 2223
- 145. sončev saros: Popolni sončev mrk 12. januarja 2252
- 146. sončev saros: Kolobarjasti sončev mrk 12. decembra 2280

### Metonske serije
Metonov niz ponovi mrke na vsakih 19 let (6939,69 dni). Traja približno 5 ciklov. Mrki se zgodijo v skoraj enakem koledarskem datumu. Oktonski podnizi se ponovijo na 1/5 časa trajanja Metonovega cikla, oziroma na vsakih 3,8 let (1387,94 dni).
Vsi mrki na tej tabeli se zgodijo na Luninem dvižnem vozlu.
| 21 mrkov med 21. junijem 1982 in 21. junijem 2058 | 21 mrkov med 21. junijem 1982 in 21. junijem 2058 | 21 mrkov med 21. junijem 1982 in 21. junijem 2058 | 21 mrkov med 21. junijem 1982 in 21. junijem 2058 | 21 mrkov med 21. junijem 1982 in 21. junijem 2058 |
| 21. junij                                         | 8.–9. april                                       | 26. januar                                        | 13.–14. november                                  | 1.–2. september                                   |
| 107                                               | 109                                               | 111                                               | 113                                               | 115                                               |
| ------------------------------------------------- | ------------------------------------------------- | ------------------------------------------------- | ------------------------------------------------- | ------------------------------------------------- |
| 21. junij 1963                                    | 9. april 1967                                     | 26. januar 1971                                   | 14. november 1974                                 | 2. september 1978                                 |
| 117                                               | 119                                               | 121                                               | 123                                               | 125                                               |
| 21. junij 1982                                    | 9. april 1986                                     | 26. januar 1990                                   | 13. november 1993                                 | 2. september 1997                                 |
| 127                                               | 129                                               | 131                                               | 133                                               | 135                                               |
| 21. junij 2001                                    | 8. april 2005                                     | 26. januar 2009                                   | 13. november 2012                                 | 1. september 2016                                 |
| 137                                               | 139                                               | 141                                               | 143                                               | 145                                               |
| 21. junij 2020                                    | 8. april 2024                                     | 26. januar 2028                                   | 14. november 2031                                 | 2. september 2035                                 |
| 147                                               | 149                                               | 151                                               | 153                                               | 155                                               |
| 21. junij 2039                                    | 9. april 2043                                     | 26. januar 2047                                   | 14. november 2050                                 | 2. september 2054                                 |
| 157                                               |                                                   |                                                   |                                                   |                                                   |
| 21. junij 2058                                    |                                                   |                                                   |                                                   |                                                   |